# Radio Macarena
La Radio Macarena es una radioemisora chilena de la ciudad de Chillán, fundada en 1994. Pertenece al holding de la Corporación de Colegios Concepción Ñuble, y su señal abarca toda la Región de Ñuble, además de algunas comunas adyacentes a esta división administrativa.

## Historia
La radioemisora nace en 1994 en la ciudad de Chillán. El año 2013 la radio se une junto a la Revista Todo Deportes, creando la sección deportiva de mismo nombre para la estación radial.
Para 2014, el holding de la Familia Giner adquiere la radioemisora y traslada su ubicación al subterráneo del Hotel Isabel Riquelme de Chillán, frente a la Plaza de armas de Chillán. Ya en enero de 2019, la Corporación de Colegios Concepción Ñuble, adquiere la concesión de estación radial.